# Silvio Crestana
Silvio Crestana ComRB (Analândia, 1 de novembro de 1954) é um professor, físico e pesquisador brasileiro. Foi diretor-presidente da Empresa Brasileira de Pesquisa Agropecuária (Embrapa) durante o governo Lula.
Comendador da Ordem Nacional do Mérito Científico, é pesquisador desde 1985 e foi presidente da Embrapa de janeiro de 2005 e julho de 2009. É um dos fundadores da Embrapa Instrumentação, uma unidade de apoio à pesquisa, criada inicialmente para suprir a manutenção de equipamentos da estatal.

## Biografia

### Primeiros anos
Silvio nasceu em uma fazenda no município paulista de Analândia, em 1954. É filho de Alberto Crestana, veterano da Força Expedicionária Brasileira (FEB), e Lígia Marta Biaba Crestana, imigrantes de origem italiana que chegou no final do século XIX. Seu avô paterno chegou ao Brasil e se estabeleceu em Santa Rita do Passa Quatro, onde trabalhou como colono e, depois de alguns anos, tornou-se mestre de obras da Companhia Paulista Ferroviária. Seus avós maternos eram do norte da Itália, que se estabeleceram em São Carlos e depois em Ibitinga, trabalhando em uma oficina mecânica. É o mais velho entre os nove filhos do casal.
Até o terceiro ano do antigo primário, Silvio estudou em Analândia, na escola mista da fazenda Santa Clara, sendo alfabetizado pela mãe, uma professora. Para continuar os estudos, era preciso ir para outra cidade. Seu pai então, com uma Kombi, levava os filhos todos os dias até São Carlos para que frequentassem a escola. Silvio estudou no grupo escolar Eugênio Franco de São Carlos e depois no ginásio estudou na Escola Jesuíno de Arruda.
A decisão pelo curso de física na faculdade veio depois de assistir a uma palestra do professor Sérgio Mascarenhas de Oliveira, na época professor da Escola de Engenharia de São Carlos (EESC). Silvio já possuía muita facilidade com as ciências exatas e a palestra do professor lhe mostrou que a física era uma carreira como todas as outras e não uma matéria abstrata da escola.

## Carreira
Silvio prestou o vestibular para física e também para o Instituto Tecnológico de Aeronáutica (ITA). Mas como os exames coincidiram na mesma semana, Silvio optou pelo curso de física do Instituto de Física e Química de São Carlos da Universidade de São Paulo, onde ingressou em 1973 e se formou em 1976. Em 1977, ingressou no mestrado em física básica, defendendo a dissertação em 1983 e no mesmo ano ingressou no doutorado em física aplicada, defendendo em 1985. Entre 1988 e 1989, fez estágio de pós-doutorado na Universidade da Califórnia em Davis.
Ingressou na Empresa Brasileira de Pesquisa Agropecuária (Embrapa) como pesquisador em 1985, trabalhando com física de solos. Em 1992 assume o cargo de chefe-geral da Embrapa Instrumentação Agropecuária de São Carlos, cargo que mantém até 1997. No mesmo ano, coordena a criação do Laboratório da Embrapa no Exterior (Labex) em Beltsville, Estados Unidos, onde permaneceu até 2001. Entre 1999 e 2001 realiza seu segundo pós-doutorado no Agricultural Research Service-United States Department of Agriculture, em Beltsville, Maryland. Ao retornar ao Brasil em 2001, retomou suas pesquisas na Embrapa.

### Ministério da Agricultura
Em janeiro de 2005, foi convidado pelo presidente Luiz Inácio Lula da Silva para suceder Clayton Campanhola no cargo de diretor-presidente da Embrapa, cuja cúpula fora demitida por Lula pela pressão do agronegócio à aproximação de Campanhola com grupos pró reforma agrária. Em agosto do mesmo ano, foi condecorado pelo presidente Lula com a Ordem de Rio Branco no grau de Comendador suplementar.
Crestana permaneceu na liderança da empresa até 2009, quando pediu sua exoneração a Lula. Foi sucedido por Pedro Antonio Arraes Pereira.

## Vida pessoal
Silvio é casado com a ginecologista Rita Helena Schiavone Crestana, com quem teve um casal de filhos.